# Dalima columbinaria
Dalima columbinaria là một loài bướm đêm trong họ Geometridae.